# 莫鲻属
莫鲻属，為輻鰭魚綱鯔形目鯔科的其中一属。

## 下属物种
- 少鱗莫鯔（Moolgarda pedaraki）
- 腋斑莫鯔（Moolgarda perusii）：又稱帕氏凡鯔。
- 薛氏凡鯔（Moolgarda seheli）：又稱圓吻凡鯔。

## 擴展閱讀
維基物種上的相關：莫鲻属